# Nostra Signora di Beauraing

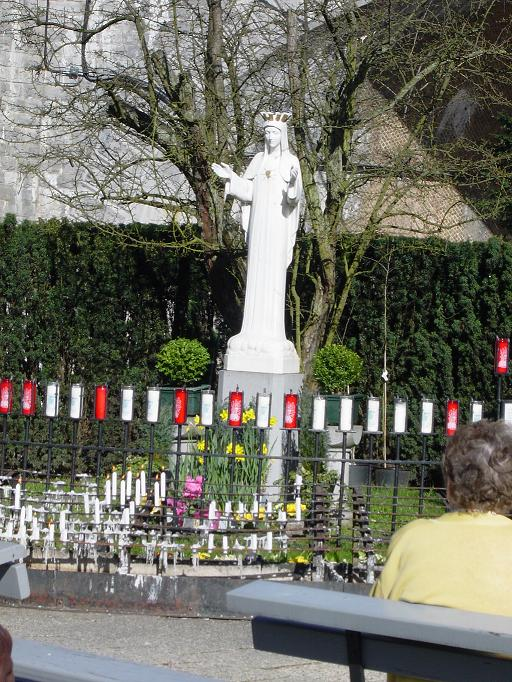
La "Vergine dal Cuore d'oro", Santuario di Beauraing, Belgio

Nostra Signora di Beauraing (chiamata anche la "Vergine dal Cuore d'oro"), è l'appellativo con cui i cattolici venerano Maria, in seguito alle apparizioni che hanno avuto luogo dal 1932 al 1933, cinque ragazzi presso Beauraing, paese nel sud del Belgio.
Le apparizioni sono state riconosciute ufficialmente dalla Chiesa cattolica il 2 febbraio 1943.

## La storia delle apparizioni
A Beauraing, il 29 novembre 1932, verso le 18, Fernande (15 anni) e Albert (11 anni) Voisin, su richiesta del padre, si recarono a prendere la sorella Gilberte (13 anni) presso il pensionato delle Suore della Dottrina Cristiana, dove studiava abitualmente; li accompagnavano le amiche Andrée (14 anni) e Gilberte (9 anni) Degeimbre.
Davanti alla porta del pensionato Albert si voltò e avrebbe visto, secondo quanto raccontò in seguito, una figura luminosa femminile camminare sul ponte della ferrovia, con le mani giunte, sopra una nuvola che le nascondeva i piedi: tutti i ragazzi, compresa la sopraggiunta Gilberte, raccontarono di aver visto l'apparizione, che identificarono con la Madonna, e subito dopo, impauriti, scapparono.
Le apparizioni continuarono nei giorni successivi: furono in tutto 33, e si conclusero il 3 gennaio 1933.
Dopo il primo giorno, i ragazzi si recarono tutte le sere sul luogo dell'apparizione. Riferirono che la Madonna non era apparsa quotidianamente e che dal 29 dicembre si sarebbe mostrata con il cuore illuminato, come d'oro, per cui l'avevano chiamata "Vergine dal cuore d'oro"; il 2 dicembre la Madonna avrebbe parlato per la prima volta, chiedendo loro di "Essere molto buoni"; il 17 aveva chiesto la costruzione di una cappella, il 21 aveva detto di essere la "Vergine Immacolata", il 23 avrebbe spiegato la ragione della sua apparizione: "Affinché tutti vengano in pellegrinaggio qui"; il 30 dicembre aveva chiesto "Pregate, pregate molto", il 1º gennaio avrebbe chiesto "Pregate sempre"; il 3 gennaio, infine, dopo aver rivelato un segreto ai tre ragazzi più giovani, avrebbe promesso: "Io convertirò i peccatori", aggiungendo "Io sono la Madre di Dio, la Regina dei cieli", e ancora "Amate mio Figlio ? Amate me ?…Allora, sacrificatevi per me", "Addio".

## Il riconoscimento da parte della Chiesa cattolica
Nel 1935 il vescovo di Namur costituì una commissione di inchiesta, il 2 febbraio 1943 il suo successore, monsignor Charue, autorizzò il culto di Nostra Signora di Beauraing, e il 2 luglio 1949 riconobbe il carattere soprannaturale delle apparizioni.
Il 18 maggio 1985 Giovanni Paolo II si recò a Beauraing, dove pregò dinanzi alla statua della "Vergine dal cuore d'oro", incontrando anche Gilberte e Albert Voisin e Gilberte Degeimbre.